# Saint-Puy
Saint-Puy (gaskognisch Sempoi) ist eine französische Gemeinde mit 587 Einwohnern (Stand 1. Januar 2022) im Département Gers in der Region Okzitanien; sie gehört zum Arrondissement Condom und zum Gemeindeverband Ténarèze. Seine Bewohner nennen sich Saint Pouyards/Saint Pouyardes.

## Geografie
Saint-Puy liegt auf einer Anhöhe rund 39 Kilometer nordwestlich der Stadt Auch im Norden des Départements Gers. Die Gemeinde besteht aus dem Dorf Saint-Puy, mehreren Weilern sowie zahlreichen Einzelgehöften. Verkehrstechnisch liegt die Gemeinde an der Kreuzung der D42 mit der D654, wenige Kilometer östlich der RD930 und wenige Kilometer westlich der N21. 

## Geschichte
Siedlungsreste aus gallo-römischer Zeit belegen eine frühe Besiedlung. Bereits im 10. Jahrhundert bestand eine Burg in Saint-Puy. Eine Dorfkirche wurde erstmals im Jahr 1245 erwähnt. Der Ort selber entstand zwischen 1270 und 1272 als Bastide und wurde von den Grafen von Armagnac gegründet. Im Mittelalter lag der Ort innerhalb der Grafschaft Pays de Gaure, die ein Teil der Provinz Gascogne war. Die Gemeinde gehörte von 1793 bis 1801 zum District Condom. Zudem war Saint-Puy von 1793 bis 1801 Hauptort des Kantons Saint-Puy und von 1801 bis 2015 ein Teil des Wahlkreises (Kantons) Valence-sur-Baïse. Die Gemeinde ist seit 1801 dem Arrondissement Condom zugeteilt. Im Jahr 1851 spaltete sich ein Teil der Gemeinde ab und wurde zur Gemeinde Larroque-Saint-Sernin.

## Bevölkerungsentwicklung
| Jahr                       | 1962 | 1968 | 1975 | 1982 | 1990 | 1999 | 2006 | 2014 | 2020 |
| Einwohner                  | 836  | 748  | 669  | 601  | 595  | 603  | 570  | 588  | 588  |
| Quellen: Cassini und INSEE |      |      |      |      |      |      |      |      |      |

## Sehenswürdigkeiten
- Schloss Monluc
- Markthalle im Ortszentrum
- Kirche Notre-Dame-de-la-Nativité
- Denkmal für die Gefallenen[1]
- zahlreiche Wegkreuze und eine Marienstatue
- Lavoir (ehemaliges Waschhaus)

Quelle: